# Дупчур, Бригад Санчаевич
Бригад Санчаевич Дупчур (7 мая 1932 — 25 августа 2007) — поэт, прозаик, самодеятельный композитор, резчик-камнерез, скульптор, мастер по изготовлению музыкальных инструментов. Заслуженный работник культуры Тувинской АССР (1976), Лауреат Государственной премии России (1992), Народный художник Республики Тыва (2008).

## Биография
Родился 7 мая 1932 года в селе Бай-Даг современного Эрзинского кожууна в семье арата-скотовода. Отслужив в армии, поступил в Красноярское музыкальное училище. В 1975 году стал членом Союза художников СССР, а в 1976 году ему присвоено звание Заслуженного работника Тувинской АССР. В 1992 году стал Лауреатом Государственной премии России в области культуры и искусства. В 2008 году по Указу Главы Тувы Шолбана Кара-оола посмертно удостоен звания «Народный художник Республики Тыва».

## Творчество
Еще учась в школе, увлекся резьбой по дереву и заинтересовался изобразительным искусством. Лепил фигурки животных из пластилина. Будучи подростком, пробовал мастерить музыкальные инструменты. Во время учебы в Красноярском музыкальном училище начал работать над усовершенствованием создания музыкальных инструментов. Неоднократно участвовал в конкурсах мастеров по изготовлению музыкальных инструментов. Как самодеятельный композитор, сочинял песни на стихи тувинских поэтов. В 1968 году его пластилиновые фигурки заметил художник Тувы Сергей Ланзы. Он предложил воспроизвести фигурки на камне. Участвовал во многих смотрах-конкурсах как в России, так и за рубежом. Б. Дупчур как наставник и учитель обучил многих камнерезному искусству, возродил забытый вид творчества — резьбу и роспись по дереву. Автор многих книг поэзии и прозы.

## Награды
Почётные звания
- Заслуженный работник культуры Тувинской АССР (1976)
- Народный художник Республики Тыва (2008)[2]

Премии
- Лауреат Государственной премии Российской Федерации в области литературы и искусства 1992 года (25 декабря 1992) — за произведения последних лет, выполненные в традиции тувинской резьбы по цветному мягкому камню[3]